# Stadthagen
Stadthagen is een gemeente in de Duitse deelstaat Nedersaksen. Het is de Kreisstadt van het Landkreis Schaumburg. De stad telt 22.347 inwoners.

## Indeling van de gemeente
| Ortsteil                                     | Bevolking per 30 juni 2021) |
| -------------------------------------------- | --------------------------- |
| Stadthagen (Kernstadt)                       | 17.508                      |
| Brandenburg (woonwijk in het NW van de stad) | 572                         |
| Bruchhof (landgoed; ZW)                      | 106                         |
| Enzen (W)                                    | 962                         |
| Habichhorst incl. Blyenhausen (O)            | 172                         |
| Hobbensen (W)                                | 97                          |
| Hörkamp-Langenbruch (Z)                      | 418                         |
| Krebshagen (direct Z)                        | 382                         |
| Obernwöhren, incl. Habrihausen (ZO)          | 484                         |
| Probsthagen (NO)                             | 363                         |
| Reinsen-Remeringhausen (ONO)                 | 135                         |
| Reinsen (O)                                  | 387                         |
| Wendthagen-Ehlen (Z)                         | 1.271                       |
| Totaal:                                      | 22.857                      |

De meerderheid van de christenen (in 2011: 5/6 deel) in de gemeente is evangelisch-luthers. In de stad wonen relatief veel moslims.

## Geografie

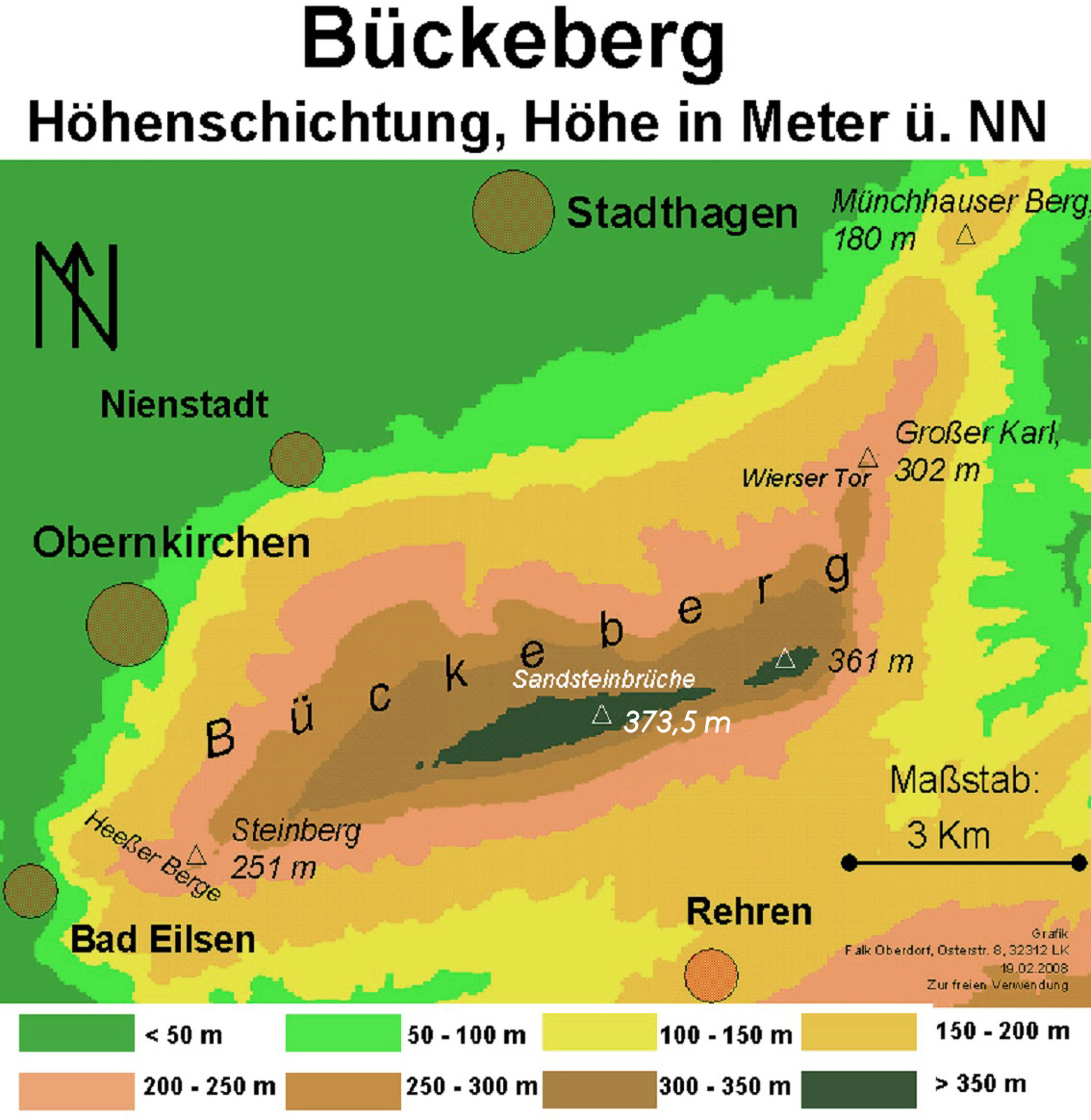
Heuvelrug Bückeberg(e)

Naburige steden zijn onder andere Minden, Bückeburg en Obernkirchen. De stad ligt aan de zuidrand van de Noord-Duitse Laagvlakte ingeklemd tussen de Bückeberg (in het zuiden) en het Schaumburger Wald (laatste restanten van een oerbos gelegen in het noorden).

## Infrastructuur

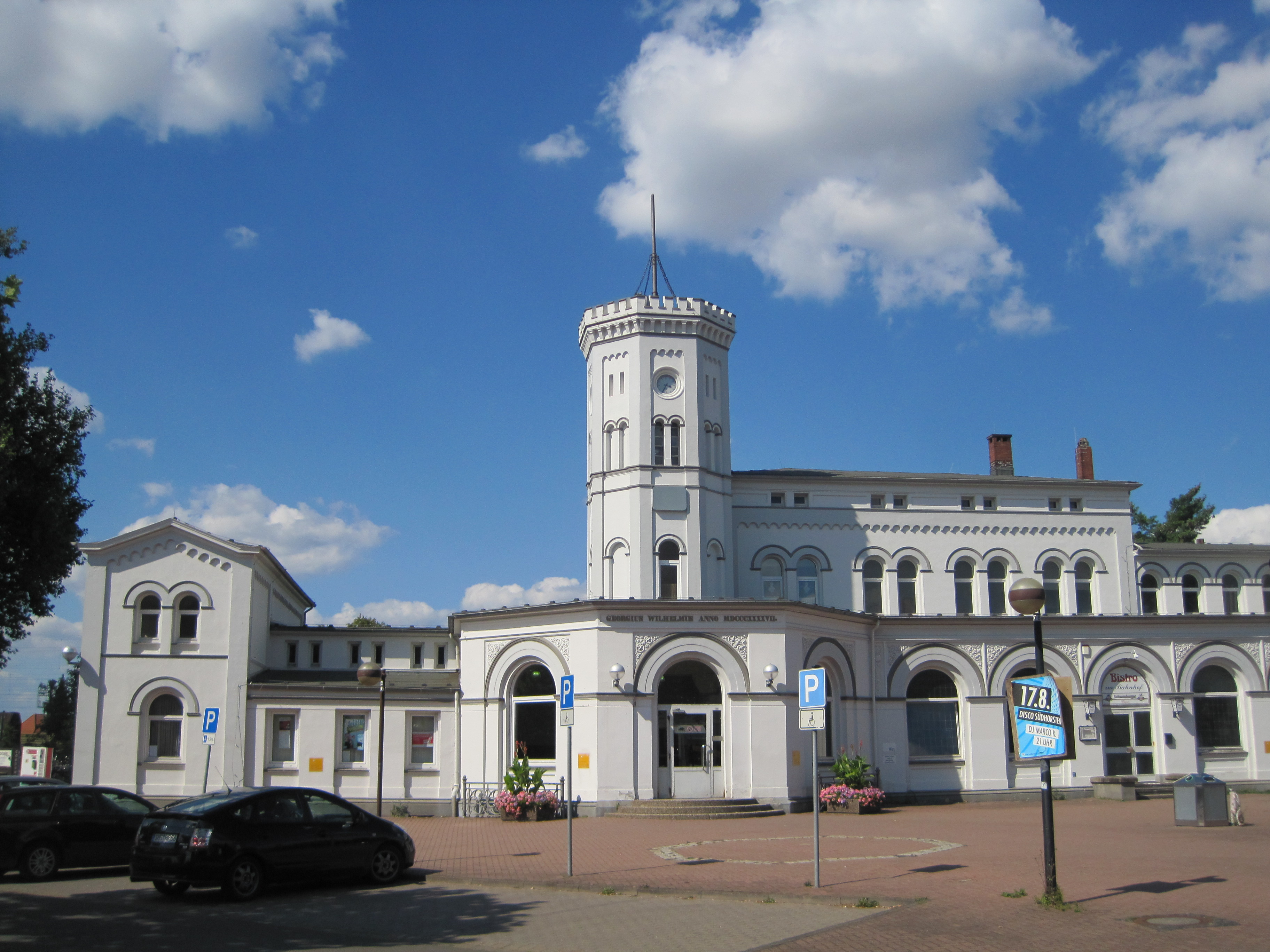
Stationsgebouw (1847)

De stad ligt aan de Bundesstraße 65 ongeveer 20 km van  Minden in het westen en  40 km van Hannover in het oosten. De dichtstbijzijnde autosnelweg is de A2 (afrit 38 bij Bad Nenndorf, 10 km van de stad verwijderd).
Station Stadthagen ligt aan de Spoorlijn Hannover - Hamm. Er is een streekbusverbinding met Bückeburg.

## Economie
Op een groot industrieterrein ten noorden van de stad en tegenover het station is o.a. een fabriek van autostoelen en een logistiek centrum van een drankenfabrikant gevestigd. Ten oosten van de stad ligt ook een bedrijventerrein voor met name lokaal midden- en kleinbedrijf (o.a. een zeer grote meubelzaak).
Vanwege het historisch stedenschoon en de fraaie omgeving is het toerisme in Stadthagen niet onbelangrijk.

## Geschiedenis

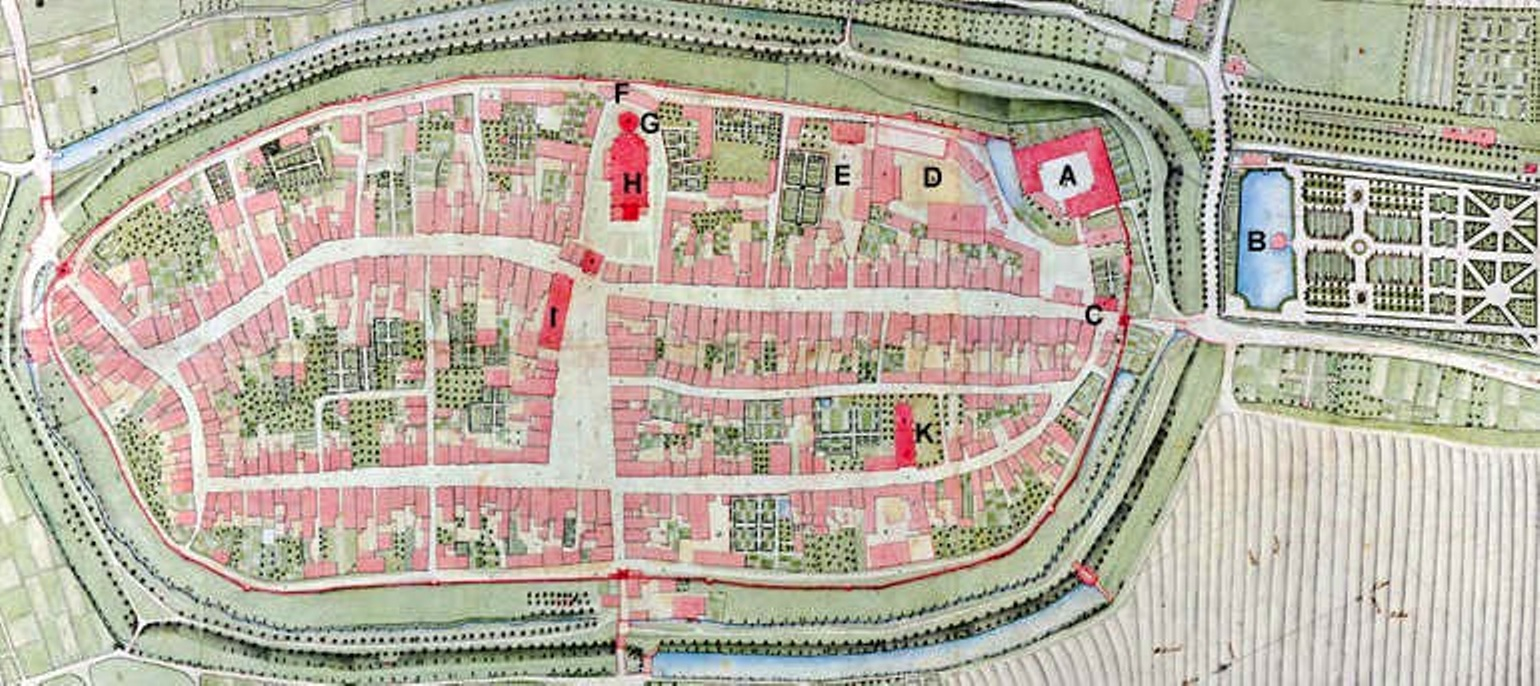
Stadsplattegrond anno 1784

Graaf Adolf III van Schauenburg en Holstein geldt als degene, die Stadthagen in 1222 stichtte. In 1344 verkreeg de plaats stadsrechten. De naam Schauenburg werd in de late middeleeuwen verbasterd tot Schaumburg.
Graaf Adolf XI van Holstein-Schaumburg liet in 1535-1539 het kasteel van de stad bouwen.
Tot 1607 was Stadthagen de residentie van de graven van Schaumburg; deze werd in dat jaar verplaatst naar Bückeburg.
Van 1855 tot 1923 bestond de belangrijke glasfabriek Wendthöhe. Van 1902 tot 1960 bestond er bij de stad een grote steenkoolmijn. Reeds sedert 1501 was er sprake van steenkoolwinning.  
De jodenvervolging ten tijde van Adolf Hitlers Derde Rijk kostte nagenoeg alle joden te Stadthagen het leven. Ook de synagoge van de stad werd verwoest. In april 1945 eindigde hier de Tweede Wereldoorlog door de capitulatie van de stad voor de geallieerde troepen.
Stadthagen trok in de jaren 1970 veel Turkse gastarbeiders aan, die hier in de industrie kwamen werken. Dezen zijn in de stad blijven wonen, ook nadat een aantal fabrieken moesten sluiten. Mede om deze reden heeft het stadje liefst drie moskeeën.

## Bezienswaardigheden
- De Martinikerk (1318)
- Kasteel Stadthagen (16e eeuw; bouwstijl: Wezerrenaissance): Overheidseigendom; in gebruik als belastingkantoor. Enkele vertrekken zijn op afspraak te bezichtigen. De Stadtgarten is de voormalige kasteeltuin, aangelegd in de 17e eeuw; dit openbare stadspark ligt ten zuiden van het kasteel.
- Streekmuseum in het in 1553 als poortgebouw bij de zuidelijke stadspoort opgerichte gebouw Amtspforte
- Mausoleum van de vorsten van het Vorstendom Schaumburg-Lippe (1608)
- Diverse oude huizen in de binnenstad, ten dele, evenals het kasteel, in de stijl van de Wezerrenaissance gebouwd
- Het schilderachtig gelegen, in de 16e eeuw in de stijl van de Wezerrenaissance gebouwde kasteeltje Rittergut Remeringhausen (met omliggend park) staat op de grens van stadsdeel Reinsen en Heuerßen, in de Samtgemeinde Lindhorst, aan de noordoostflank van de heuvelrug Bückeberg. Het kasteeltje is normaliter niet te bezichtigen, want het is als herenboerderij in gebruik. De eigenaar organiseert op het terrein echter van tijd tot tijd publiek toegankelijke evenementen van uiteenlopende aard.
- Het 13e-eeuwse dorpskerkje van Probsthagen
- Ten zuiden van Stadthagen ligt de tot ruim 400 meter hoge, beboste heuvelrug Bückeberg, waar fraaie wandeltochten mogelijk zijn.

## Afbeeldingen

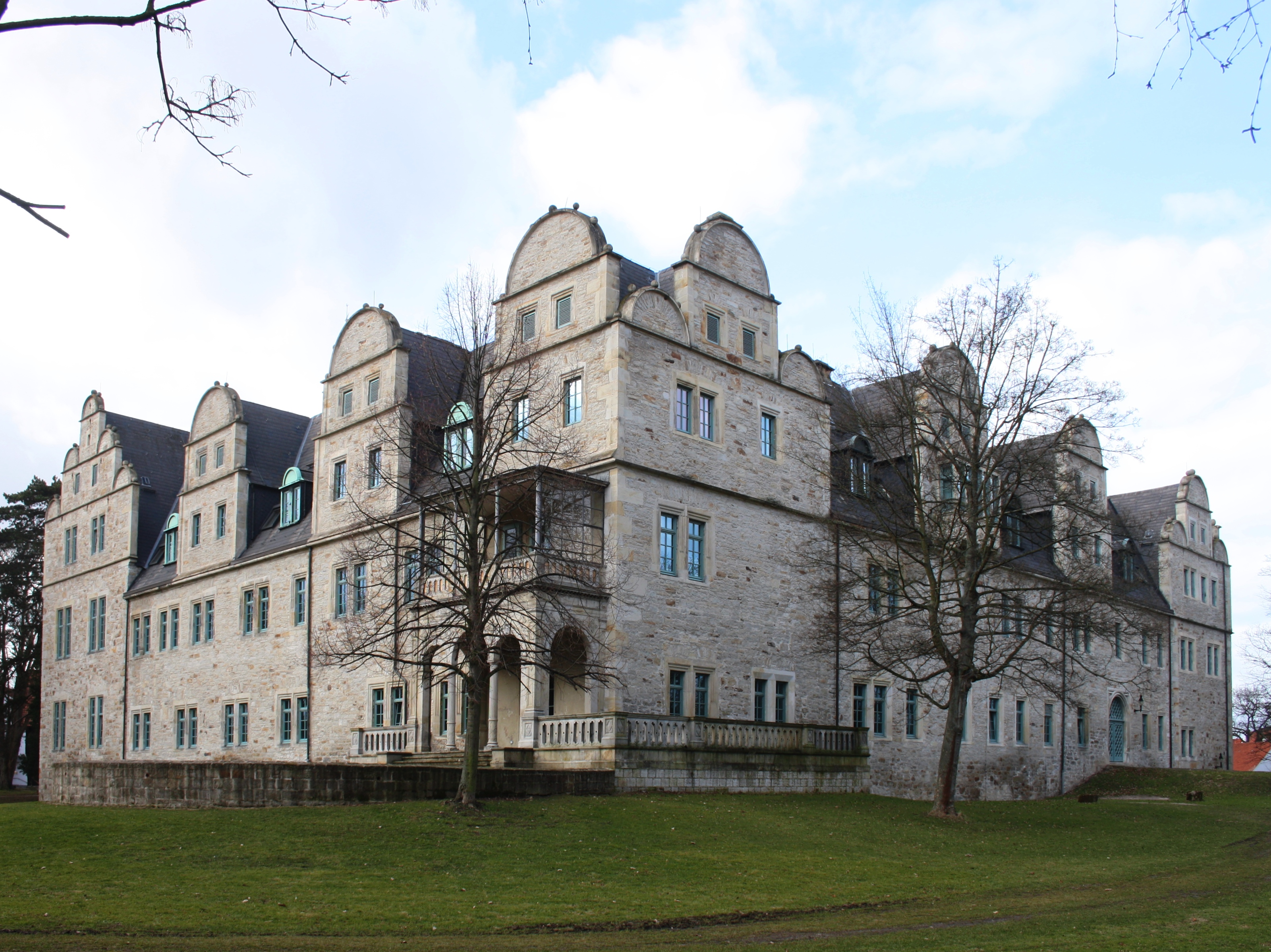
Kasteel Stadthagen (1)
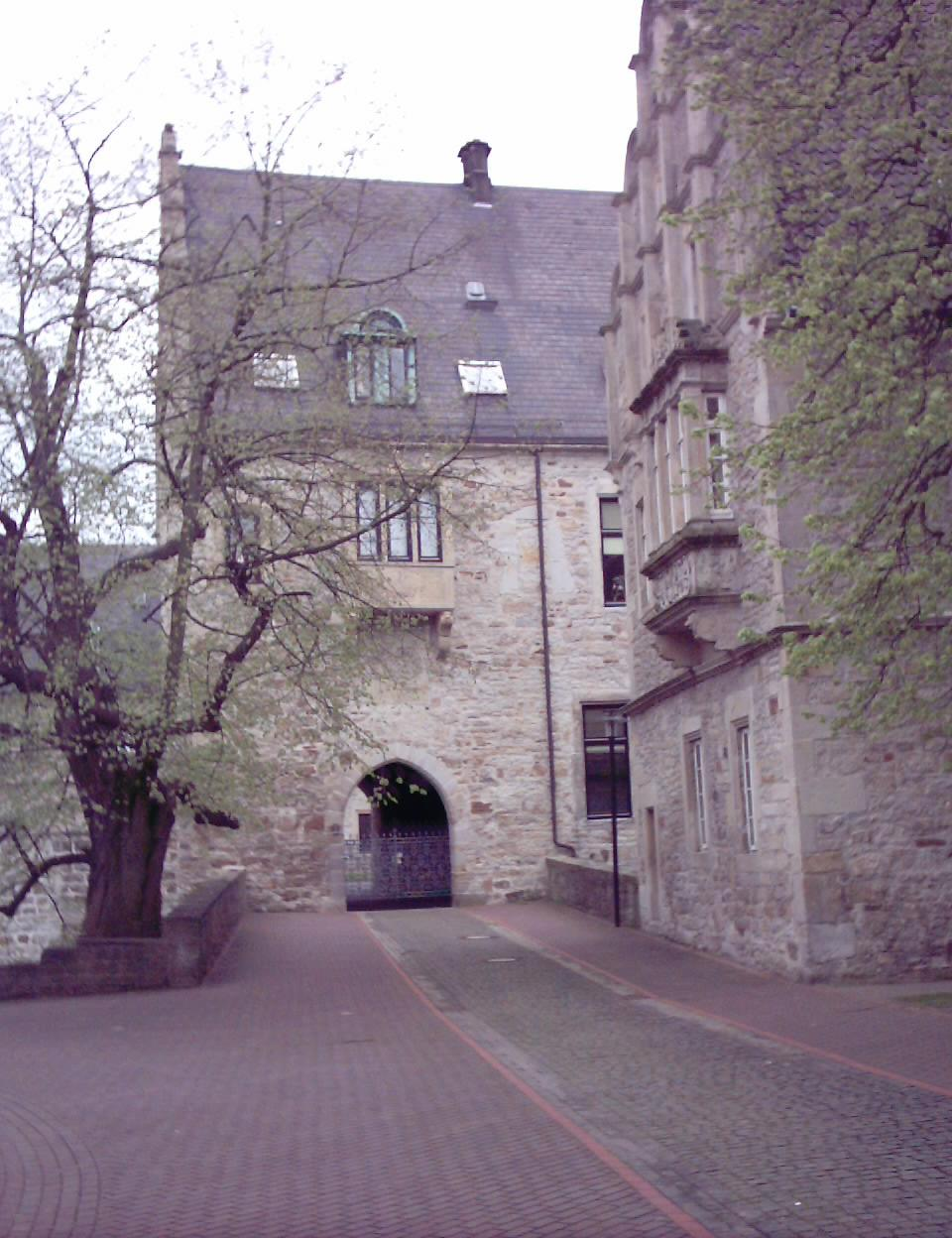
Kasteel Stadthagen (2)
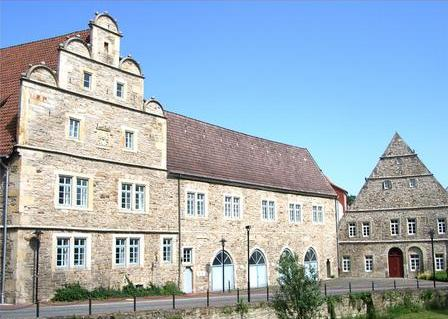
De Marstall bij dit kasteel
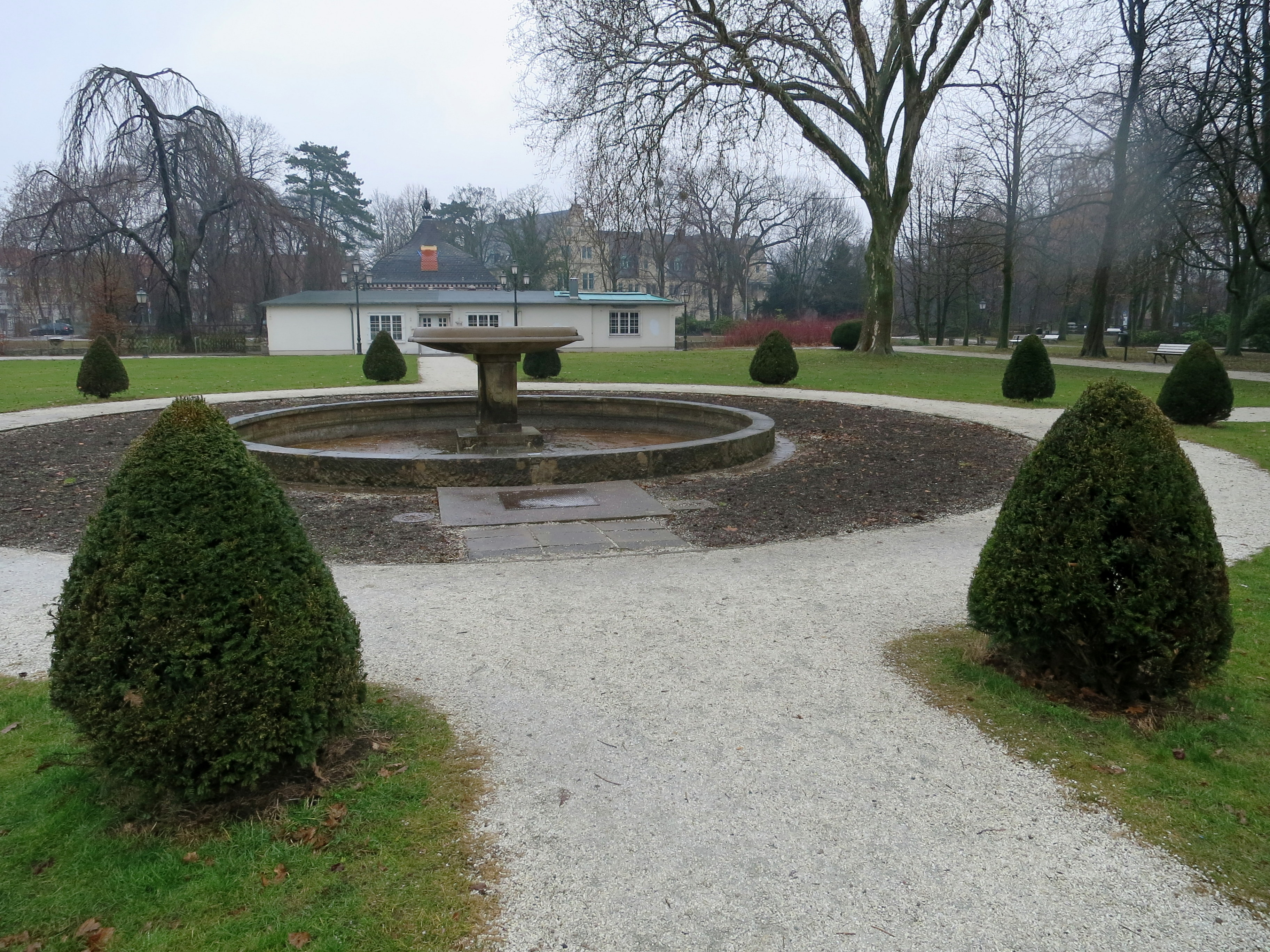
Stadtgarten, voormalig kasteelpark
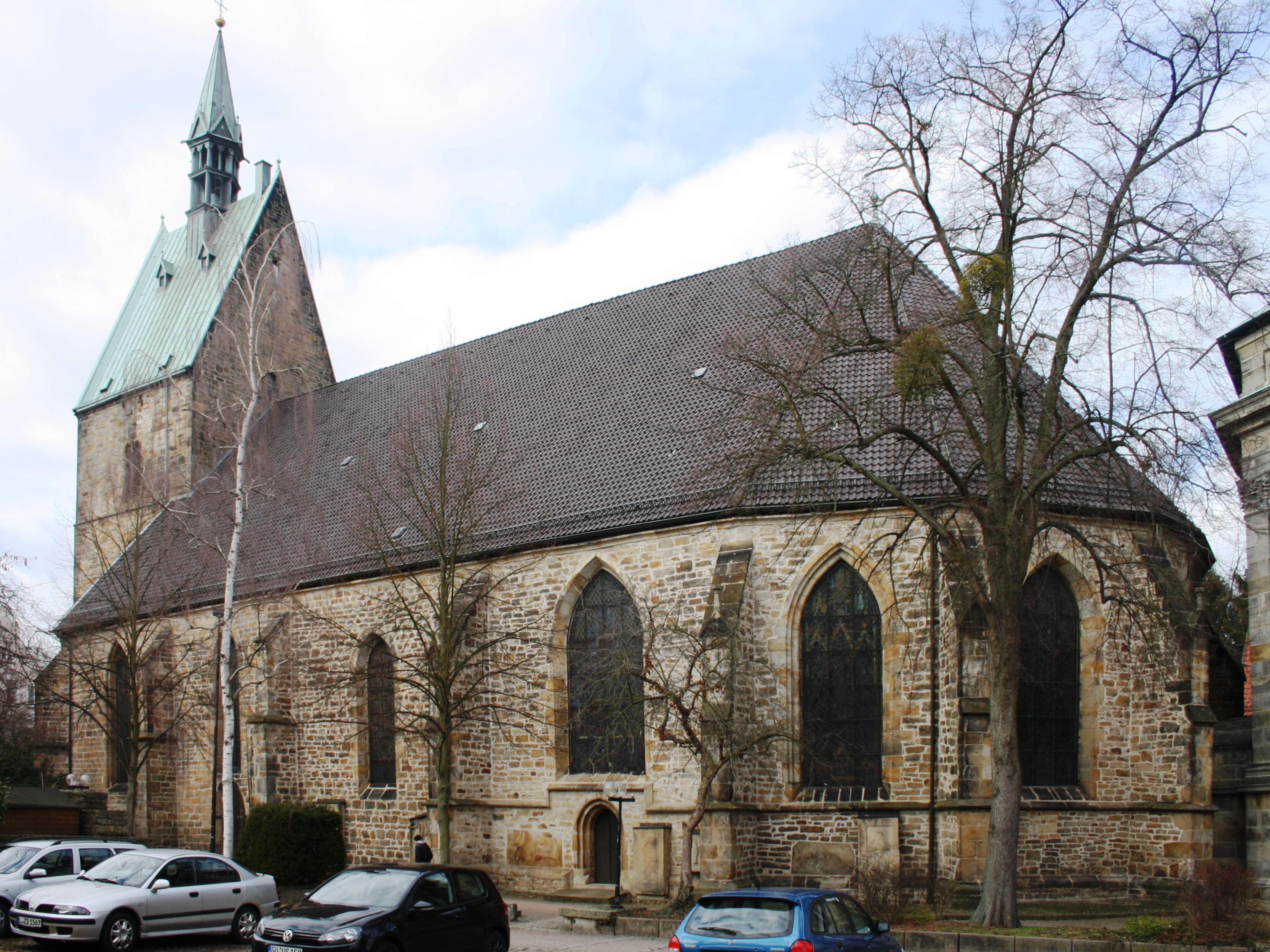
Sint-Martinikerk
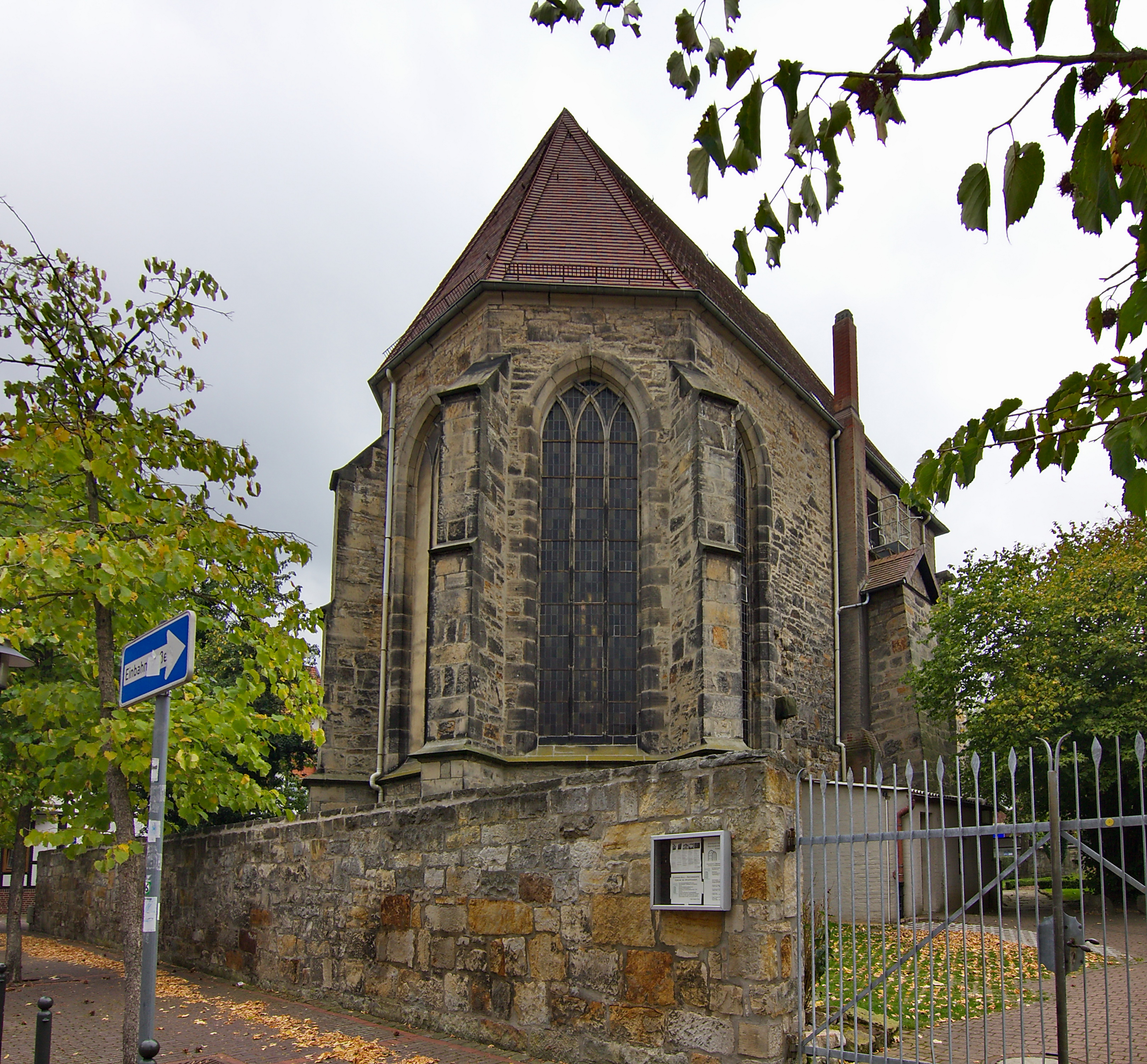
Kloosterkerk
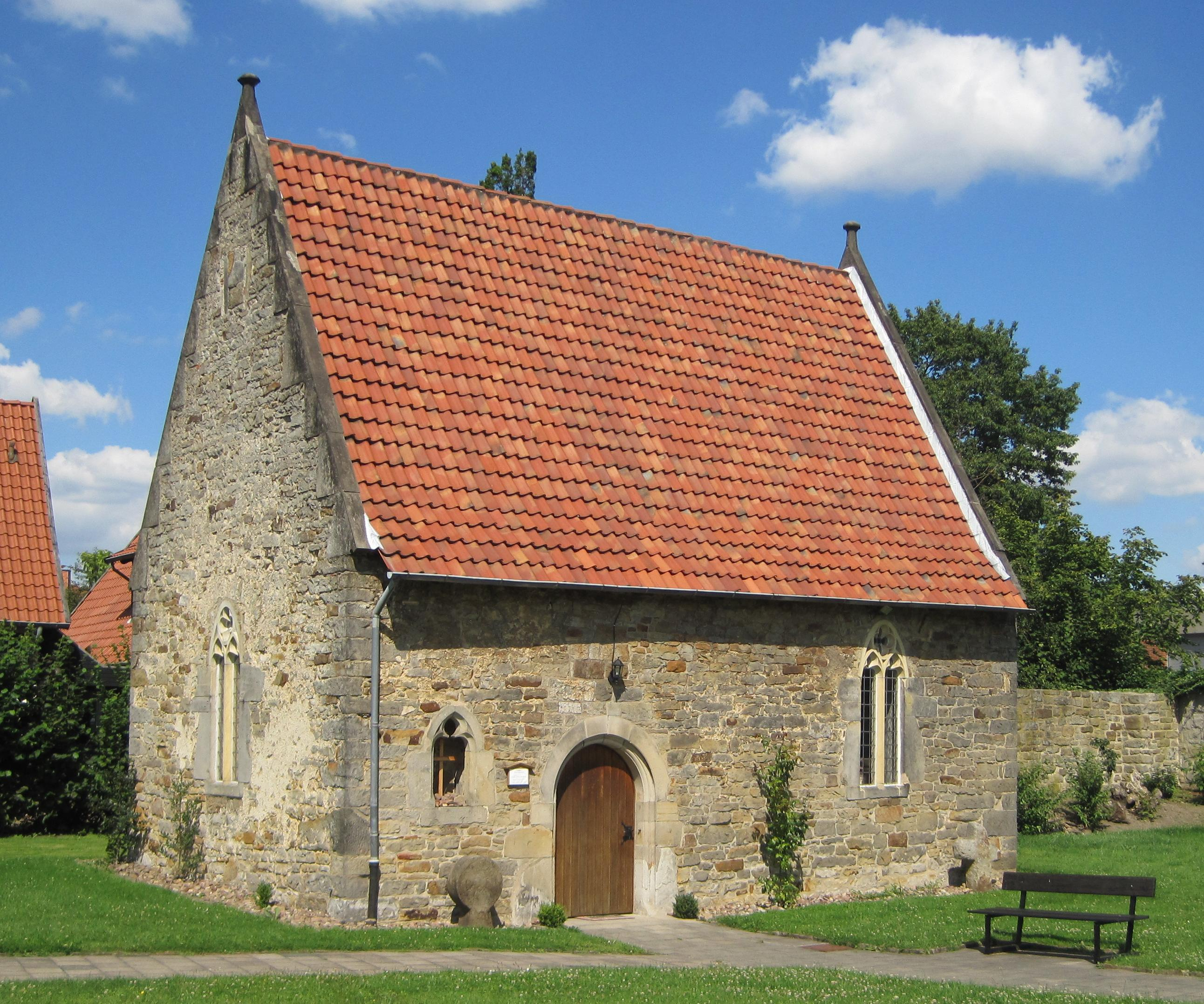
Johanneskapel (1312; oudste nog bestaande gebouw van de stad)
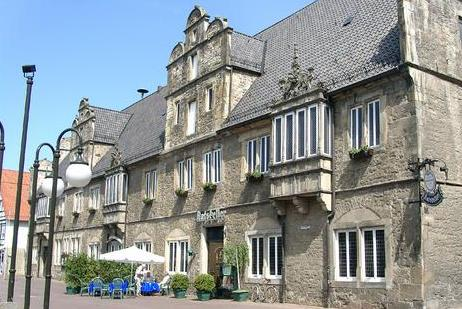
Het oude stadhuis (gerenoveerd in 1602)
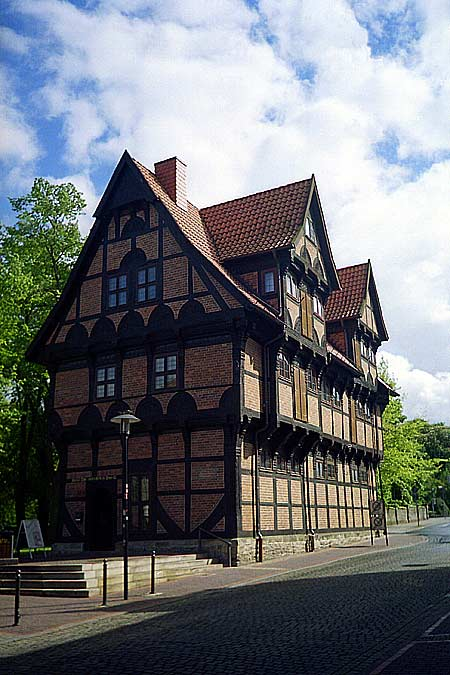
Gebouw Amtspforte (museum)
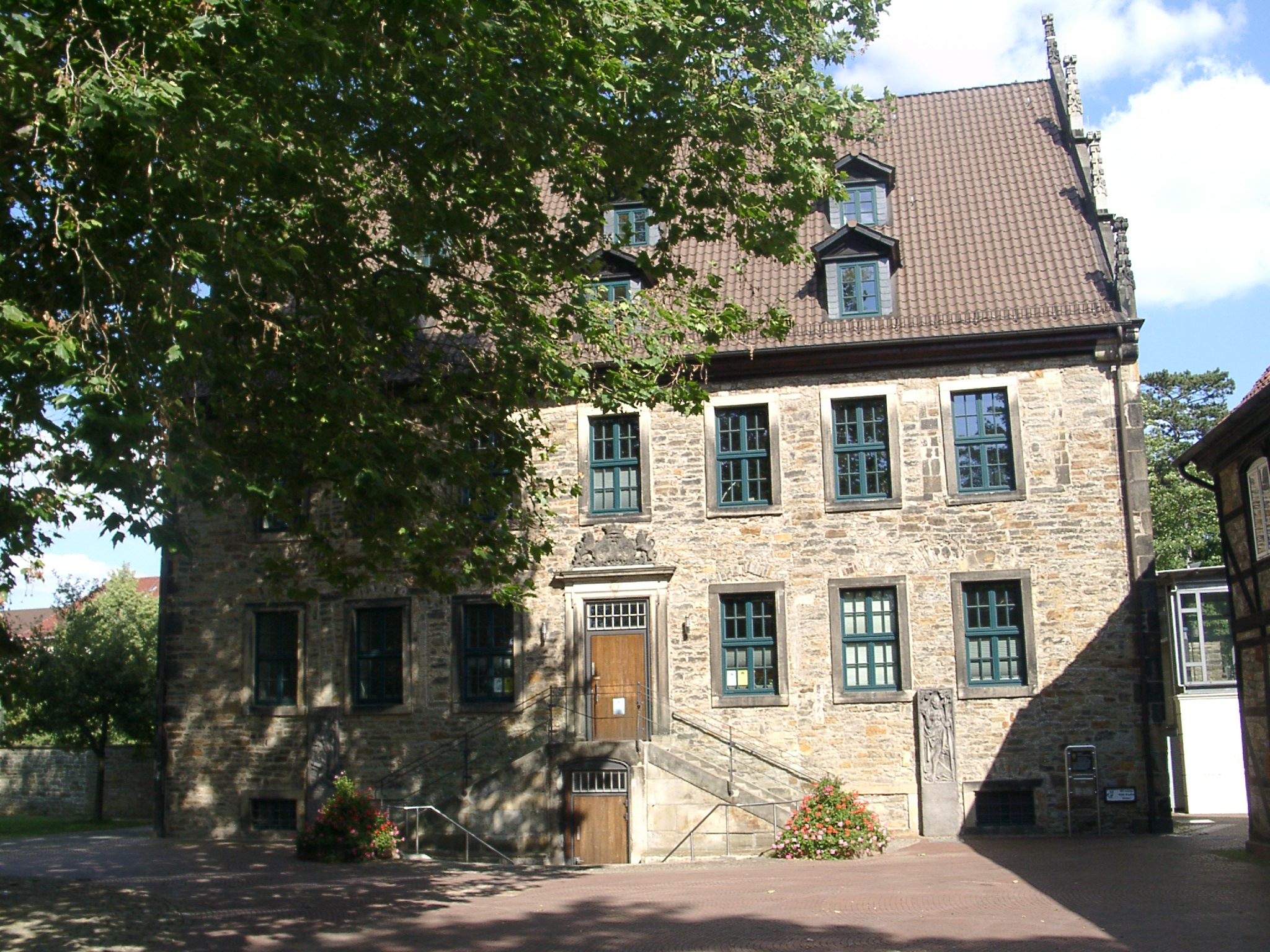
Gebouw Landsbergscher Hof (openbare bibliotheek)
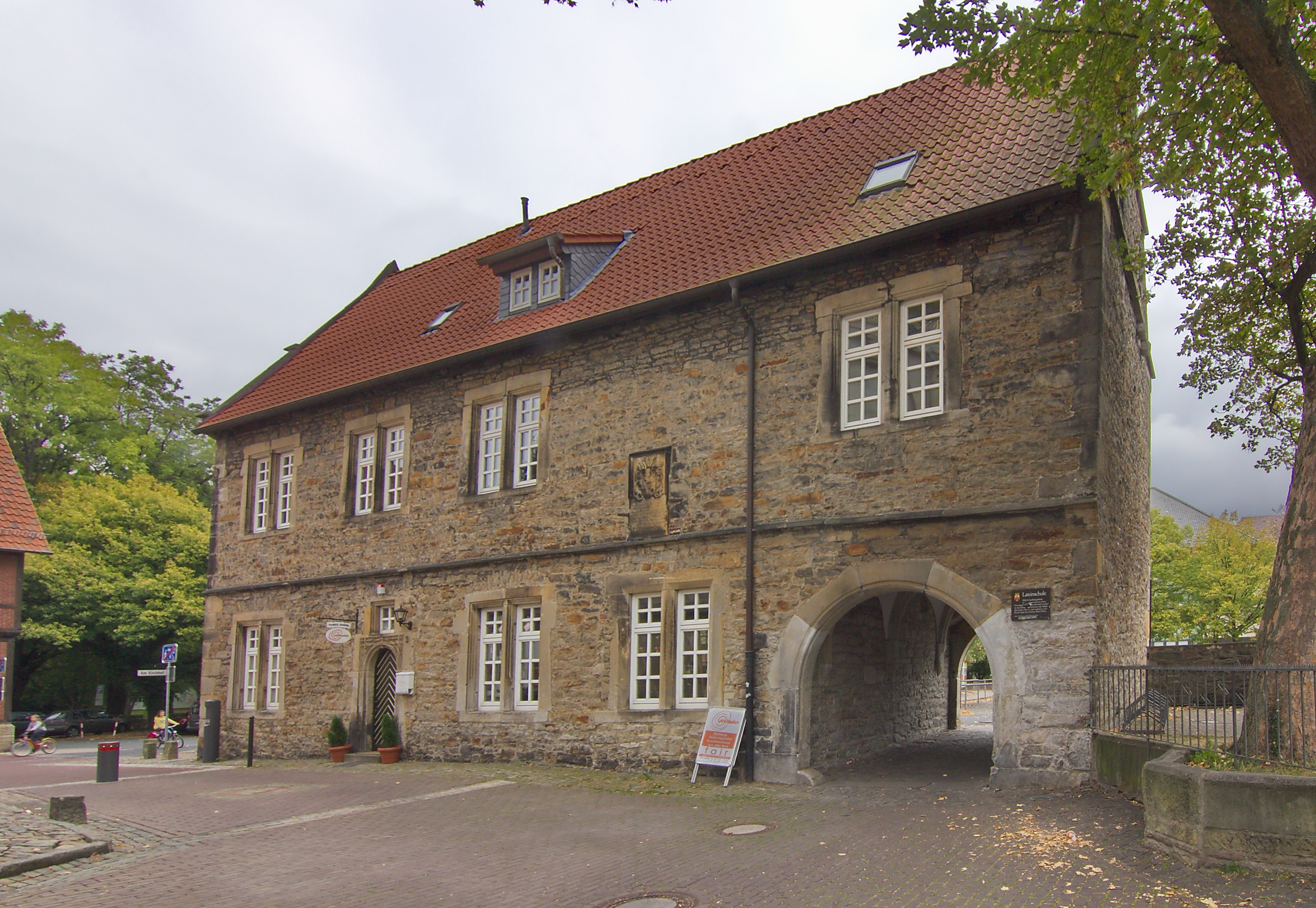
Voormalige Latijnse School
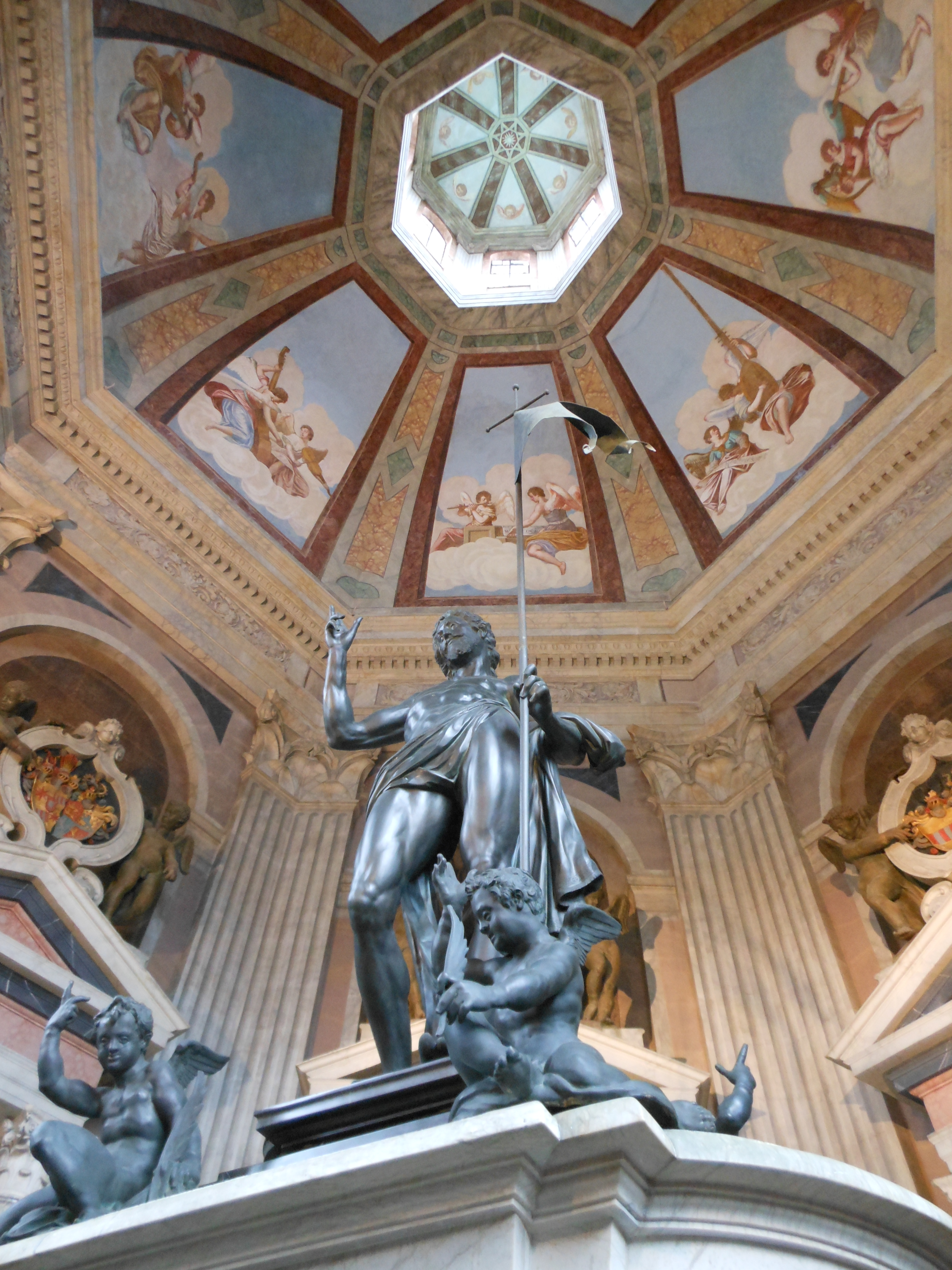
Mausoleum
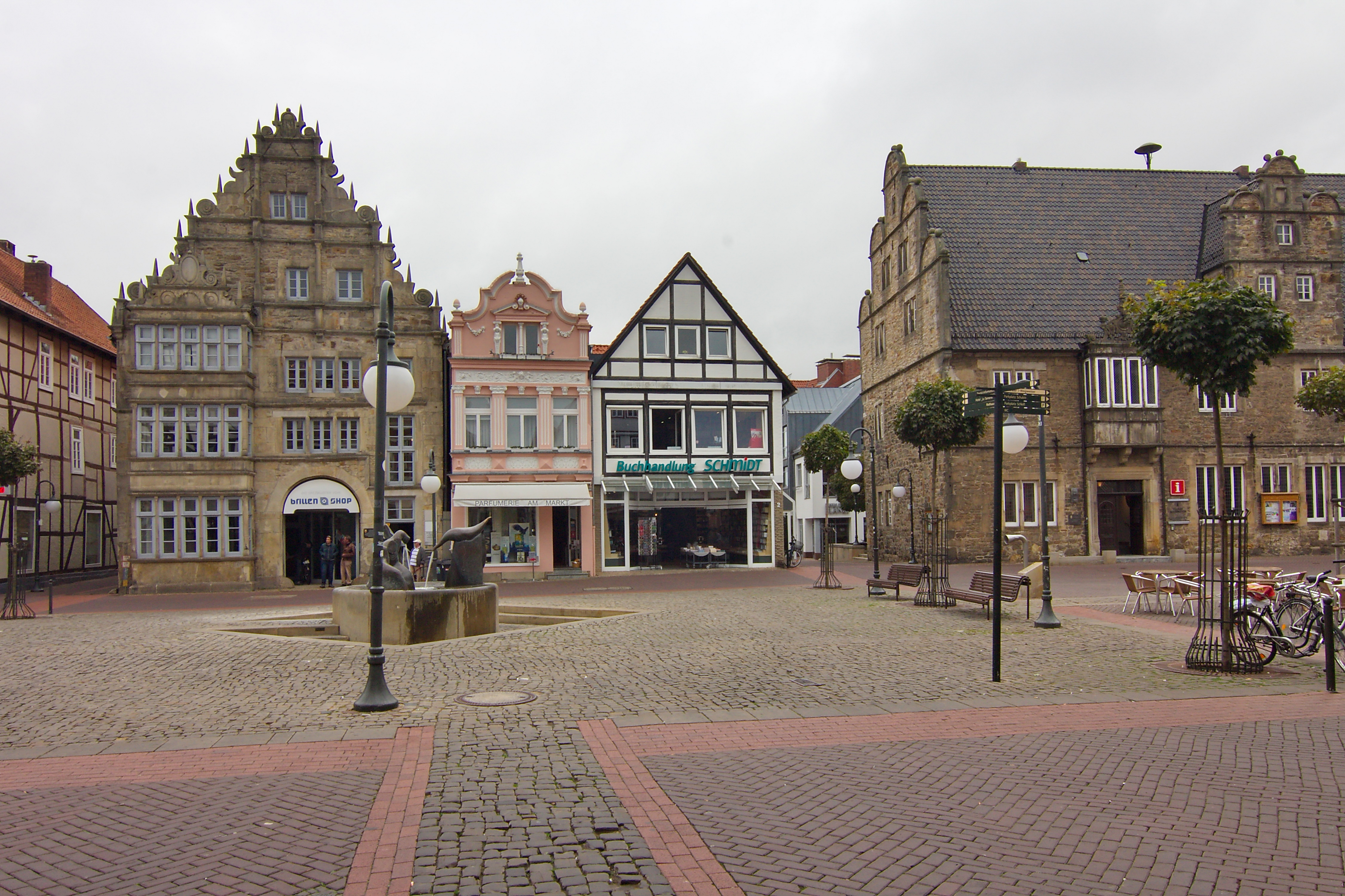
Marktplein (1)
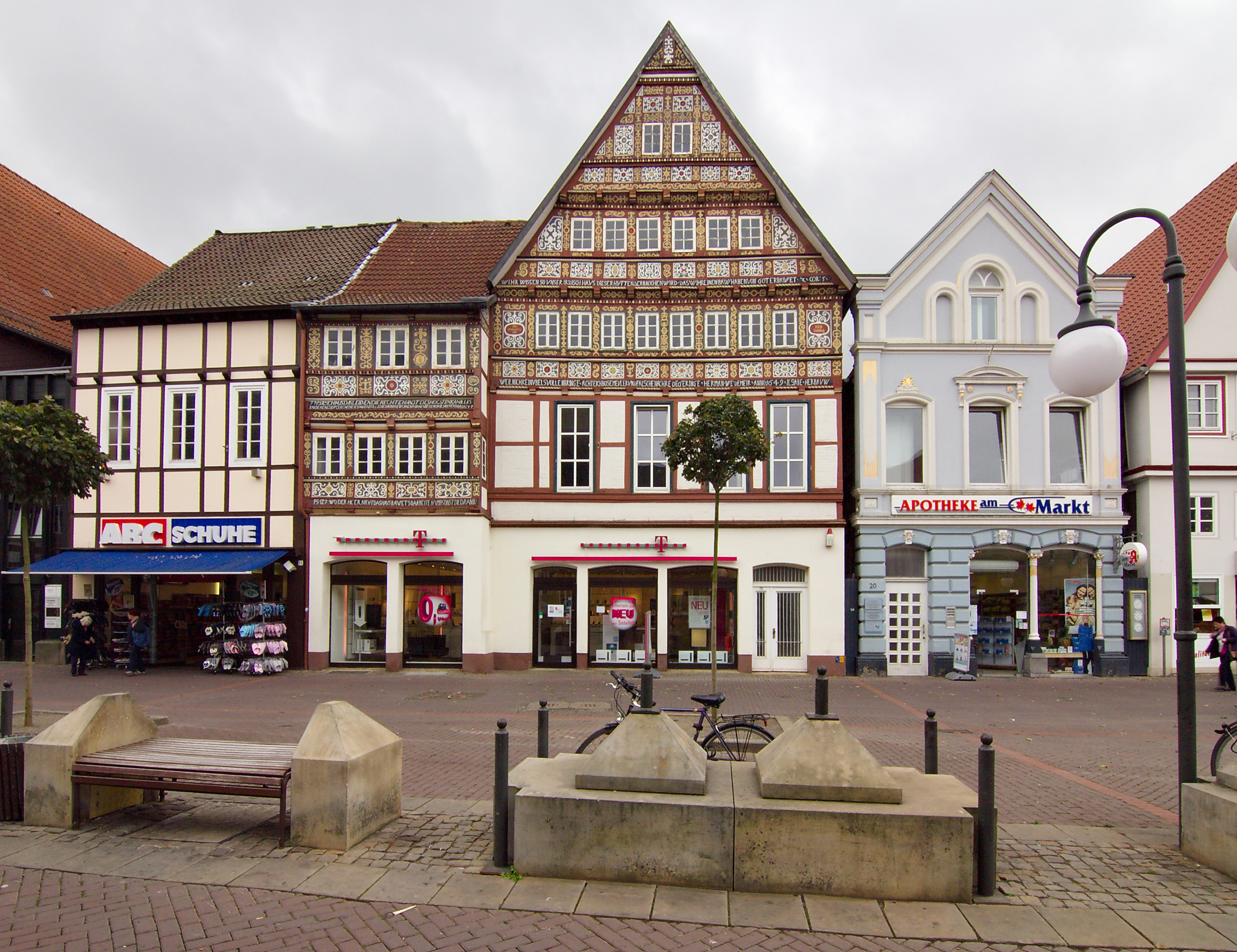
Marktplein (2)
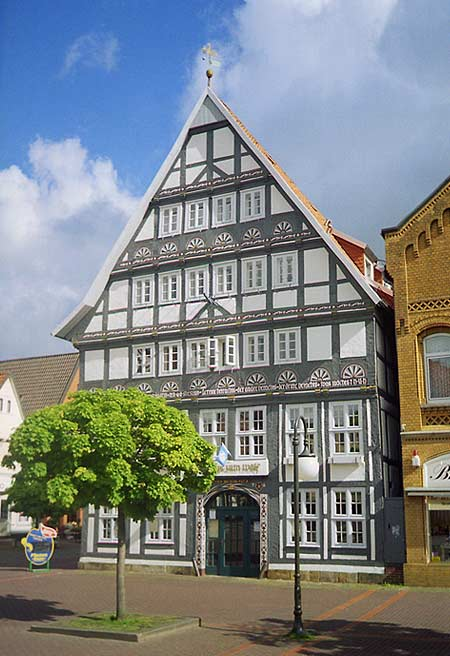
Haus Zum Wolf (1575)
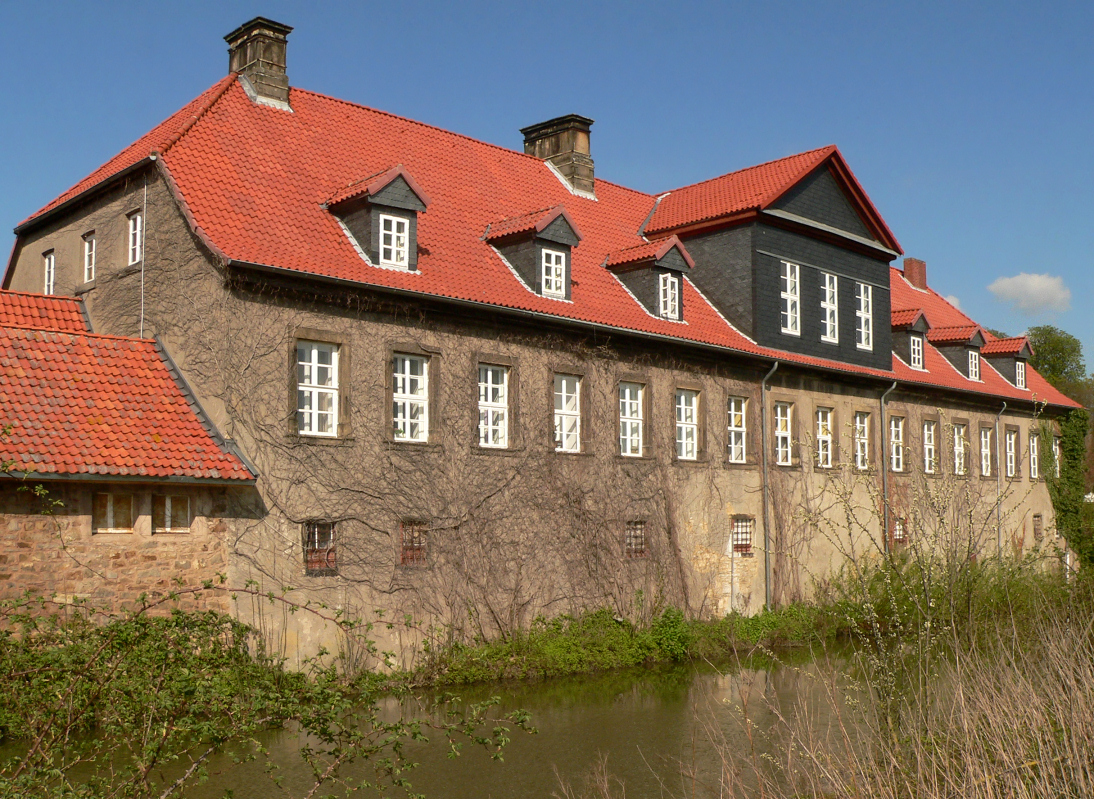
Rittergut Remeringhausen (1)
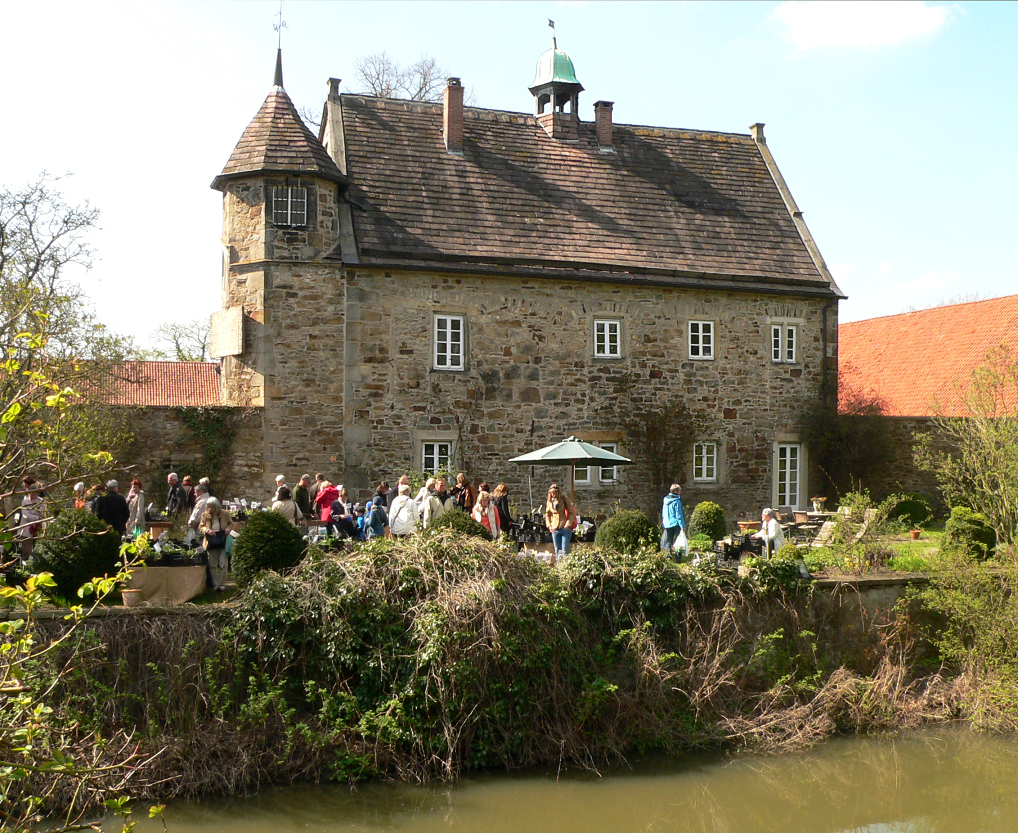
Rittergut Remeringhausen (2)

## Partnergemeentes
Er bestaan jumelages met:
- Tapolca (Hongarije), ten noorden van het Balatonmeer
- Eisenberg in Thüringen, voormalige DDR

## Geboren in Stadthagen
- Adolf II (1883-1936), laatste vorst van Schaumburg-Lippe
- Jutta Heine (1940), atlete
- Tim Dierßen (15 januari 1996), voetballer

- Gemeinsame Normdatei: 4056737-0
- Library of Congress Control Number: n89146386
- MusicBrainz: f25a0e45-e90f-46e6-bf9e-62eb0eeb6c1b
- Nationale Bibliotheek van Tsjechië: ge550913
- Nationale Bibliotheek van Israël: 987007562778905171
- Virtual International Authority File: 151392176
- WorldCat: E39PBJktmpdxBW6TY8qT6HVQv3

Ahnsen · 
Apelern · 
Auetal · 
Auhagen · 
Bad Eilsen · 
Bad Nenndorf · 
Beckedorf · 
Buchholz · 
Bückeburg · 
Hagenburg · 
Haste · 
Heeßen · 
Helpsen · 
Hespe · 
Heuerßen · 
Hohnhorst · 
Hülsede · 
Lauenau · 
Lauenhagen · 
Lindhorst · 
Lüdersfeld · 
Luhden · 
Meerbeck · 
Messenkamp · 
Niedernwöhren · 
Nienstädt · 
Nordsehl · 
Obernkirchen · 
Pohle · 
Pollhagen · 
Rinteln · 
Rodenberg · 
Sachsenhagen · 
Seggebruch · 
Stadthagen · 
Suthfeld · 
Wiedensahl · 
Wölpinghausen